# Monokálium-tartarát
A monokálium-tartarát (más néven kálium-hidrogén-tartarát, kálium-bitartarát vagy E336) a borkősav káliummal alkotott vegyülete. Képlete: KC4H5O6. A bortermelés melléktermékeként nagy mennyiségben, a szőlő héjából állítják elő. 

## Előfordulása
A bortermelés során, ha a bor még az előtt kerül palackozásra, mielőtt teljesen elkészült volna, a monokálium-tartarát csapadék formájában kiül az üveg falára. Természetes úton egyes gyümölcsökben is előfordul, ipari mennyiségben a bortermelés melléktermékéből, a szőlő héjából állítják elő, majd széles körben, elsősorban élelmiszeripari adalékanyagként, vagy háztartási tisztítószerekben alkalmazzák

## Felhasználási területei

### Élelmiszerekben
- megnöveli a tojásfehérje hőtűrő-képességét, valamint a térfogatát.
- cukros oldatokban meggátolja a cukor kikristályosodását
- főzött zöldségek esetében meggátolja azok színének kifakulásást
- sütőporral együtt használva elősegíti annak működését
- a kálium-kloriddal együtt a nátrium-klorid (konyhasó) helyettesítésére használják
- élelmiszerekben a hozzáadott dikálium-tartarátot E336 (monokálium-tartarát és dikálium-tartarát keveréke) jelöli
- pékárukhoz, valamint cukrászipari termékekhez antioxidánsként adagolják

### Kémiai alkalmazások
A túltelített monokálium-tartarát vizes oldatának pH-értéke 25 °C-on 3,557, ezáltal széles körben alkalmazzák pH-mérő műszerek kalibrálására.

## Egészségügyi hatások
Napi maximum beviteli mennyisége 30 mg/testsúlykg. A szervezetben egyáltalán nem szívódik fel, a vizelettel távozik.